# 기적 (2020년 영화)
"기적"은 2020년에 제46회 서울독립영화제에서 처음 공개된 민병훈 감독의 대한민국 영화이다.

## 줄거리
<기적>은 인생의 밑바닥을 헤매는 한 남자와 여자의 이야기이다. 오랜 친구 ‘민교’에게 사기를 당한 후 파산 선고를 당한 인물인 ‘장원’이 사라진 친구를 찾아다니다 우연히 만난 동창 ‘지연’과 함께 제주도에 다다르게 된다. 영화는 원망에 휩싸인 인물들과 그 뒤에 버티고 있는 제주도의 거대한 자연의 모습을 담아냈다.

## 정보
- 2020년 제46회 서울독립영화제에서 월드프리미어로 공개되었다.[1]